# Erster Offizier (Handelsschifffahrt)
Der Erste Offizier (englisch chief mate, aber auch: chief officer, first mate oder first officer) ist ein nautischer Offizier in der Handelsschifffahrt mit Befähigungszeugnis gemäß dem STCW-Übereinkommen der IMO.
Der Erste Offizier ist in der Handelsschifffahrt der Stellvertreter des Kapitäns. In der Kreuzfahrtschifffahrt wird diese Funktion auch Staff-Kapitän genannt, 1. Offizier ist in diesem Bezug eine interne Dienststellungsbezeichnungen der nautischen Offiziere einzelner Wachen.

## Aufgaben
Der Erste Offizier wird oft mit einem leitenden Manager in Unternehmen gleichgesetzt, da er für eine Reihe von Abteilungsfunktionen zuständig ist. Auf modernen Frachtschiffen bekleidet er meist Funktionen wie den Leiter der Decksabteilung, Leiter des Ladungs-/Stauvorgangs, Leiter der Sicherheit/Feuerbekämpfung, Leiter der Gefahrenabwehr an Bord (Schiffssicherheitsbeauftragter), Leiter des Bereichs Umwelt, Beauftragter für Arbeitssicherheit & Unfallverhütung und Beauftragter für die Betriebliche Ausbildung. Welche Aufgaben im Einzelnen selbst wahrgenommen werden (müssen) und welche ggf. an andere Offiziere übertragen werden (können), wird durch die Reederei festgelegt und kann somit variieren.

### Ladungsverantwortlicher
Als Ladungsoffizier plant und  beaufsichtigt ein Erster Offizier das Laden, Stauen, Sichern und Löschen von Ladung. Außerdem ist der Erste Offizier für die Pflege der Ladung während der Reise verantwortlich. Dazu gehört die Verantwortung für die Stabilität des Schiffes und den besonderen Umgang mit gefährlicher Ladung.
Durch die gute Kenntnis der Schiffskonstruktion, dessen Stabilität und vorherrschende Belastungen, gehört ebenso die Schadensbeurteilung und -kontrolle sowie durchzuführende Gegenmaßnahmen zum Aufgabenbereich.

### Schiffsinstandhaltung
In Zusammenarbeit mit dem Bootsmann werden die anfallenden Arbeiten an Deck bzw. am Schiffskörper geplant, an die Besatzung verteilt und überwacht. Die hierfür benötigten Verbrauchsgüter und Ersatzteile müssen eingeplant und rechtzeitig beschafft werden. Größere Maßnahmen, die während eines Werftaufenthalts erledigt werden müssen, erfolgen in Zusammenarbeit mit einem Inspekteur der Reederei.

### Brückenwachdienst
Üblicherweise geht der Erste Offizier mit den anderen nautischen Wachoffizieren eine durchgehende Wache. Dabei hält der Erste Offizier die "4-8"-Wache: von 4 bis 8 Uhr und von 16 bis 20 Uhr. Da er insbesondere im Hafen der Ladungsumschlag und die zugehörigen Formalitäten erledigen muss, wird er für diese Zeiten von seiner Wache befreit, die anderen Wachen werden entsprechend verlängert.

### Notfälle
Der Erste Offizier ist als Einsatzleiter für die Koordinierung der einzelnen Notfallgruppen vor Ort zuständig. Er steht dann mit dem Kapitän in Verbindung, der das Kommando auf der Brücke übernimmt und das grundlegende Vorgehen bestimmt.
Für die medizinische Versorgung auf Schiffen ohne eigenen Schiffsarzt ist mindestens ein Besatzungsmitglied gemäß Abschnitt A-VI/4 des STCW-Übereinkommen geschult. Dies beinhaltet einfache medizinische Aufgaben selbständig durchzuführen oder telemedizinisch gegebenen Anweisungen zu folgen.

## Befähigung
Eine direkte Befähigung zum Ersten Offizier findet grundsätzlich nicht statt. Das STCW-Übereinkommen schreibt vor, dass eine Mindestfahrzeit von 12 Monaten als Nautischer Offizier vorliegen muss, bevor die Befähigung zum Ersten Offizier ausgestellt werden kann. Eine Besonderheit stellen jedoch Schiffe bis zu einer Bruttoraumzahl von 3000 dar, hier kann die ausstellende Behörde das Befähigungszeugnis mit Größenbeschränkung zusammen mit dem Befähigungszeugnis zum Nautischen Wachoffizier ausstellen. Je nach Rechtslage des ausstellenden Landes können zusätzlich zur Fahrzeit weitere Prüfungen nötig sein.

### Deutschland
Durch die umfassende Ausbildung an den Seefahrtschulen sind mit dem Abschluss alle theoretischen Kompetenzen für das Befähigungszeugnis zum Ersten Offizier bereits vermittelt. Mit dem Nachweis der benötigten Seefahrtzeit durch die Dienstbescheinigungen kann das Befähigungszeugnis direkt ausgestellt werden, sofern die allgemein für Schiffspersonal benötigte Seediensttauglichkeit sowie die Sicherheitsgrundausbildung und Unterweisung für Seeleute und die für Offiziere benötigten Nachweise zum Führen von Überlebensfahrzeugen, zur Leitung von Brandbekämpfungsmaßnahmen sowie ein Funkzeugnis vorliegen.

### USA
Um in den Vereinigten Staaten Erster Offizier zu werden, müssen mindestens 365 Diensttage nach dem Erhalt der Befähigung zum zweiten Offizier nachgewiesen werden. (In den USA wird die Befähigung des Wachoffiziers abweichend zu STCW in die Befähigung zum dritten Offizier und zweiten Offizier unterteilt) Dann muss der Kandidat an Kursen teilnehmen und eine Reihe von Prüfungen bestehen, die von der Küstenwache der Vereinigten Staaten durchgeführt werden.
Um die Befähigung als Zweiten Offizier zu erhalten, genügt der Nachweis von 365 Tagen Fahrzeit als Dritter Offizier.
Die Befähigung zum Dritten Offizier kann auf zwei Wegen erlangt werden: der Besuch einer Ausbildungseinrichtung mit Fahrzeit als Kadett oder die Absolvierung einer Reihe von Ausbildungskursen und Prüfungen mit Fahrzeit als Matrose.
Zu den Ausbildungseinrichtungen, die zum Erwerb des Befähigungszeugnisses eines Dritten Offiziers führen können, gehören die U.S. Merchant Marine Academy, die U.S. Coast Guard Academy und die U.S. Naval Academy mit der Qualifikation als nautischer Wachoffizier, eine der staatlichen Seefahrtschulen, die Great Lakes Maritime Academy oder ein vom Kommandanten der U.S. Coast Guard genehmigtes dreijähriges Ausbildungsprogramm für Dritte Offiziere.
Ein Matrose kann das Verfahren zur Erlangung des Befähigungszeugnis beginnen, nachdem er drei Jahre lang im Decksdienst von Dampf- oder Motorschiffen gearbeitet hat, davon mindestens sechs Monate als Vollmatrose, Bootsmann oder Quartiermeister. Anschließend absolviert der Seemann die erforderlichen Ausbildungskurse und Prüfungen an Bord. Schließlich kann der Seemann bei der Küstenwache der Vereinigten Staaten einen Antrag auf ein Patent als Dritter Offizier stellen. Wird der Antragsteller zugelassen, muss er eine weitere Prüfung bestehen, bevor ihm das Befähigungszeugnis erteilt wird.

## Namensherkunft
Die nordeuropäischen mittelalterlichen Segelschiffe fuhren unter einem als „Master“ (niederdeutsch „Meester“) bezeichneten Schiffsführer. Seine Helfer bezeichnete man als „Mates“ (englisch) oder „Maate“. Als man begann, die Handelsschiffe zum Schutz vor Überfällen zu bewaffnen, gab man dem „Master“ einen militärischen „Kapitän“ oder „Captain“ (also Hauptmann) mitsamt einigen Offizieren und Seesoldaten mit, die bei einem etwaigen Kampf die Führung des Schiffes übernahmen. Schließlich wurden die bisherigen Schiffsführer ganz dem Militär untergeordnet und bildeten nur mehr das für Segelführung und Navigation zuständige nautische Führungspersonal an Bord. Der eigentliche Schiffsführer hieß von da an Kapitän, seine direkten Helfer wurden die Schiffsoffiziere.